# Blondkuifspecht
De blondkuifspecht (Celeus flavescens) is een vogel uit de familie Picidae (spechten).

## Verspreiding en leefgebied
Deze soort komt voor in oostelijk en zuidoostelijk Zuid-Amerika en telt twee ondersoorten:
- C. f. intercedens: noordoostelijk Brazilië.
- C. f. flavescens: van oostelijk Paraguay tot zuidoostelijk Brazilië en noordoostelijk Argentinië.

## Status
De grootte van de populatie is niet gekwantificeerd maar de soort wordt omschreven als tamelijk algemeen. Op de Rode lijst van de IUCN heeft deze soort de status niet bedreigd.